# Нижник, Степан Яковлевич
Степа́н Я́ковлевич Ни́жник (род. 15 сентября 1928, Остаповка, Новооскольский район, Острогожский округ, Центрально-Чернозёмная область, СССР) — советский сталевар, Герой Социалистического Труда (1971).

## Биография
Родился в 1928 году в селе Остаповка Новооскольского района Центрально-Чернозёмной области (ныне — Белгородская область).
В 1944 году окончил ремесленное училище № 13 (ныне Профессиональный лицей № 13) г. Магнитогорска. После окончания училища был направлен в третью бригаду стана «250» Магнитогорского металлургического комбината вальцовщиком. Степан Яковлевич хорошо запомнил фронтовые вахты на прокатном стане. Много сделал он для возрождения разрушенного войной народного хозяйства, принимал активное участие в выполнении заказов для восстановления металлургии юга, Донбасса, Днепрогэса, тракторных заводов.
Работая сталеваром, он вобрал разносторонний опыт старшего поколения Магнитки. Качество, производительность труда — предметы его особой заботы во время работы на Магнитогорском металлургическом комбинате. Товарищи по бригаде отмечали в нём трудолюбие, высокоразвитое чувство долга, рабочую совесть. Являясь наставником в бригаде, Степан Яковлевич передавал свой опыт молодежи. Обученные им молодые рабочие становилась в цехах старшими вальцовщиками. За свою рабочую жизнь Степан Яковлевич прокатал около трех миллионов тонн металла.
По итогам восьмой пятилетки в 1971 году ему было присвоено звание Герой Социалистического Труда. В последующие годы Степан Яковлевич работал мастером производственного обучения в своем родном Профессиональном лицее № 13 г. Магнитогорска.
Почётный гражданин города Магнитогорска (2002).